# لواته
لواته (به ایتالیایی: Levate) یک کومونه در ایتالیا است که در استان برگامو واقع شده‌است. لواته ۵٫۳ کیلومتر مربع مساحت و ۳٬۳۸۸ نفر جمعیت دارد و ۱۸۵ متر بالاتر از سطح دریا واقع شده‌است.